# El Rocàs
El Rocàs és una muntanya de 248 metres que es troba al municipi de Sant Gregori, a la comarca catalana del Gironès.